# Pelomys isseli
Pelomys isseli és una espècie de mamífer rosegador de la família dels múrids. Viu a Kenya i Uganda. Els seus hàbitats naturals són els camps de conreu i els aiguamolls. Es desconeix si hi ha cap amenaça significativa per a la supervivència d'aquesta espècie. L'espècie fou anomenada en honor del geòleg i paleontòleg italià Arturo Issel.